# Solingen
Solingen è una città del Nordreno-Vestfalia, nota per la produzione di coltelli, spade e lance, tra cui quelli prodotti dalle note aziende Böker, Puma e Zwilling J. A. Henckels. Si fregia del titolo onorifico di Klingenstadt ossia "città delle lame".

## Storia
La città venne fondata nel 1374. Nel periodo 1614-1619 la popolazione cittadina fu devastata dalla peste. Nel 1906 in questo comune nacque il gerarca nazista e criminale di guerra Adolf Eichmann. Nel 1944 subì un bombardamento dei britannici, che distrusse la metà degli edifici e uccise 1.800 persone ferendone altre 1.500. Il 28 maggio 1993 alcuni criminali tedeschi assassinarono cinque persone immigrate dalla Turchia 
mediante il cosiddetto incendio di Solingen. Il 22 agosto 2024 un terrorista islamico assassinò tre persone di nazionalità tedesca con molteplici accoltellamenti.

## Amministrazione

### Gemellaggi
Solingen è gemellata con:
- Złotoryja, dal 1955
- Gouda, dal 1957
- Chalon-sur-Saône, dal 1960
- Blyth, dal 1962
- Jinotega, dal 1985
- Ness Ziona, dal 1986
- Aue, dal 1990
- Thiès, dal 1990